# Ondřej Kubina
Ondřej Kubina (* 17. března 1997 Nymburk) je český herec, absolvent hudebně-dramatického oboru na Pražské konzervatoři a Fakulty podnikohospodářské na Vysoké škole ekonomické v Praze. Studoval také rok v Sydney, odkud si přivezl svou peruánskou ženu Claudii.
Hraje v televizních seriálech, jako jsou Kamarádi, Jedna rodina nebo Na vlnách Jadranu, či minisérii Dobré ráno, Brno!
Ondřej je spoluzakladatelem kreativní skupiny bavičů Kokoloko, která se pohybuje na pomezí stand-up komedie, skečů a improvizovaných vystoupení, jako například představení Komikaze. V rámci této skupiny vytvořil seriál Mužketýři a divadelní inscenaci Maturita s prstem v nose, která zábavným způsobem přibližuje literární klasiky studentům. V roce 2024 vydali také knihu Literatura s prstem v nose, která na tuto tematiku navazuje.
Od dětství se aktivně věnuje sportu, zejména atletice, fotbalu a basketbalu. Ve volném čase se také angažuje v autorském psaní, sochaření a horolezectví.